# Siena
Siena (em português também conhecida como Sena) é uma cidade e sede de comuna italiana na província de mesmo nome, na região da Toscana, com cerca de 52 775 (ISTAT 2003) habitantes. Estende-se por uma área de 118 km², tendo uma densidade populacional de 447 hab/km². Faz fronteira com Asciano, Castelnuovo Berardenga, Monteriggioni, Monteroni d'Arbia e Sovicille.
Siena é universalmente conhecida pelo seu património artístico e pela notável unidade estilística do seu centro histórico, classificado pela UNESCO como Património da Humanidade.  E também foi a cidade em que o grande artista renascentista Baldassare Peruzzi nasceu.

## História de Siena

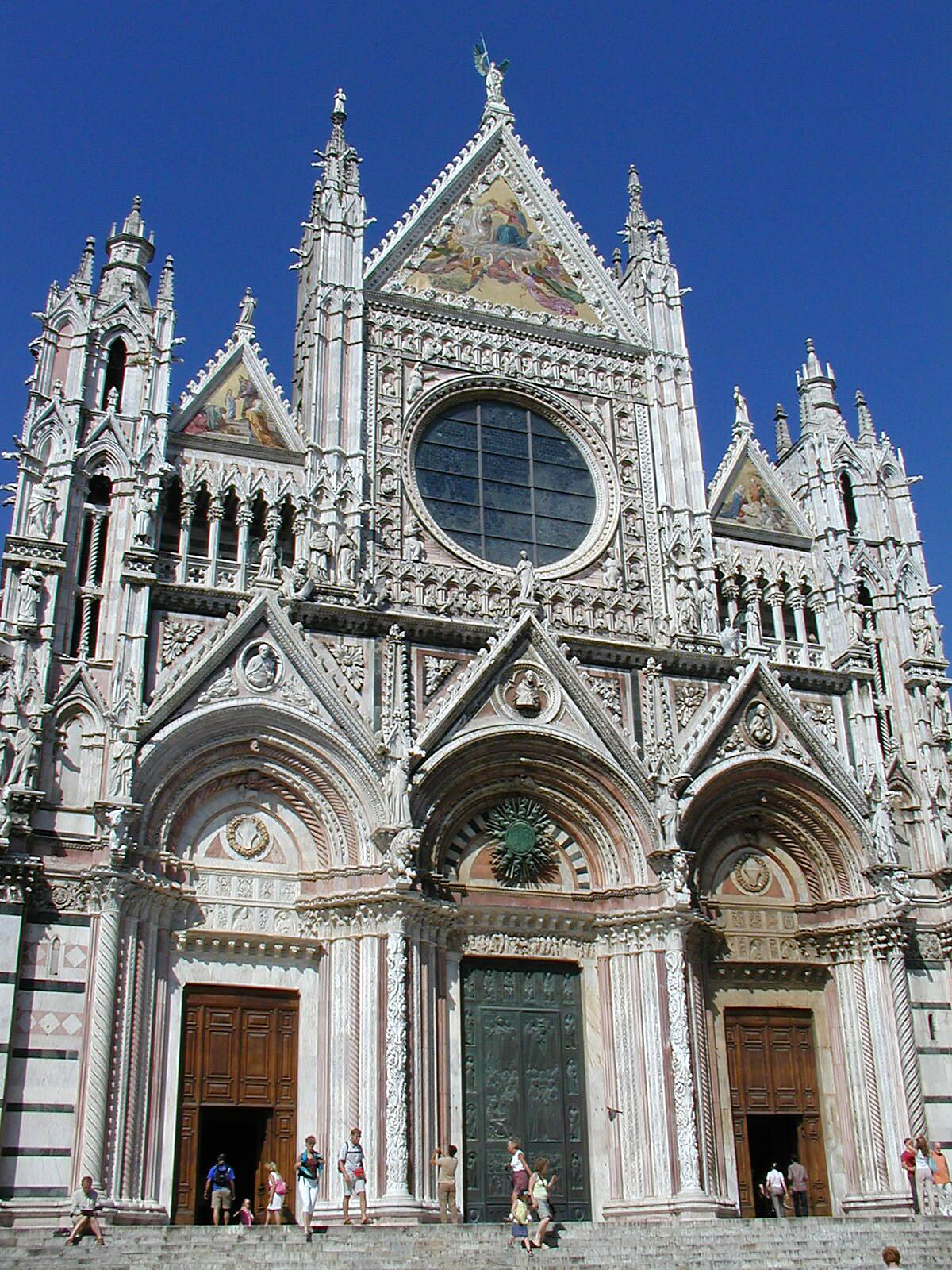
O Duomo de Siena.

Segundo a mitologia romana, Siena foi fundada por Sénio, filho de Remo, e podem-se encontrar numerosas estátuas e obras de arte mostrando, tal como em Roma, os irmãos amamentados pela loba. Foi um povoamento etrusco e depois colónia romana (Saena Julia) refundada pelo imperador Augusto. Era, contudo, uma pequena povoação, longe das rotas principais do Império. No século V, torna-se sede de uma siena cristã.
As antigas famílias aristocráticas de Siena reclamam origem nos Lombardos e à data da submissão da Lombardia a Carlos Magno (774). A grande influência da cidade como pólo cultural, artístico e político é iniciada no século XII, quando se converte num burgo autogovernado de cariz republicano, a República de Siena, substituindo o esquema feudal.
Todavia, o esquema político conduziu sempre a lutas internas entre nobres e externas com a cidade rival de Florença. Data do século XIII a ruptura entre as facções rivais dos Guibelinos de Siena e dos Guelfos de Florença, que seria argumento para a Divina Comédia de Dante.
Em 4 de setembro de 1260, os Guibelinos apoiaram as forças do rei Manfredo da Sicília e derrotaram os Guelfos em Montaperti, que tinham um exército muito superior em armas e homens. Antes da batalha, toda a cidade fora consagrada à Virgem Maria e confiada à sua protecção. Hoje, essa protecção é recordada e renovada, lembrando os sienenses da ameaça dos aliados da Segunda Guerra Mundial de bombardearam a cidade em 1944, o que felizmente não veio a acontecer.
Siena rivalizou no campo das artes durante o período medieval até o século XIV com as cidades vizinhas. Porém, devastada em 1348 pela Peste Negra, nunca recuperou o seu esplendor, perdendo também a sua rivalidade interurbana com Florença. A Siena actual tem um aspecto muito semelhante ao dos séculos XIII-XIV. Detém uma universidade fundada em 1203, famosa pelas faculdades de Direito e Medicina, e que é uma das mais prestigiadas universidades italianas.
Em 1557 perde a independência e é integrada nas formações políticas e administrativas da Toscana.
Siena também deu vários Papas, sendo eles: Alexandre III, Pio II, Pio III e Alexandre VII.
Os dois grandes santos de Siena são Santa Catarina (1347-1380) e São Bernardino (1380-1444). Catarina Benincasa, filha de um humilde tintureiro, fez-se irmã na Ordem Terceira dominicana (para leigos)e viveu como monja na casa dos pais. É famosa pelo intercâmbio interior com o próprio Cristo, que num êxtase lhe disse: "Eu sou aquele que é e tú és aquela que não é". Apesar da origem modesta, influenciou papas e príncipes com sua sabedoria e seu exemplo, conseguindo inclusive convencer o papa de então, contra a maioria dos cardeais, a regressar a Roma do exílio de Avinhon na França. Quanto ao franciscano São Bernardino, ele é célebre por ter sido o maior expoente, no Catolicismo, da via espiritual de invocação do Nome Divino, que encontra similares em todas as grandes religiões, do Budismo (nembutsu) ao Islã (dhikr) e ao Hinduísmo (mantra). Os sermões que Bernbardino fez na praça central de Siena provocaram tal fervor religioso e devoção ao nome de Jesus que o conselho municipal decidiu colocar o monograma do nome de Jesus (composto pelas letras IHS, significando "Jesus salvador dos homens")na fachada do prédio do governo. Do mesmo modo, muitos cidadãos o pintaram sobre as fachadas de suas casas, como até hoje se pode ver na cidade.

## Arte, cultura e monumentos
A sua catedral, iniciada em meados do século XII, é um representativo exemplo da arquitectura gótica italiana. A fachada principal, obra de Giovani Pisano, foi terminada em 1380; no interior pode ver-se o púlpito octogonal apoiado sobre leões de Nicola Pisano, e o seu pavimento de mosaicos. Sob a catedral, no baptistério, encontra-se a magnífica pia baptismal com baixo-relevos de Donatello, Ghiberti, Jacopo della Quercia e outros escultores do século XV. A Pinacoteca Nacional de Siena tem importante coleção de obras do Trecento e do Quattrocento.
A praça principal, em forma de meia-lua, é a Piazza del Campo, e é onde se encontra o Palazzo Pubblico (câmara municipal ou prefeitura, século XIV), com o famoso Campanile (campanário), e onde se encontram os afrescos de Simone Martini e Ambrogio Lorenzetti e relevos da Fuente Gaia de Jacopo della Quercia. Nesta praça também está a alta Torre del Mangia. Na Piazza del Campo realiza-se a famosa e emotiva corrida de cavalos chamada Palio di Siena. O Palio é feito duas vezes por ano, a 2 de Julho e 16 de Agosto, com 10 cavalos e cavaleiros, e cada par representa um dos 17 bairros da cidade, designados contrade. Excepcionalmente, em anos de Jubileu realiza-se um terceiro Palio de Siena.

## Demografia
| Variação demográfica do município entre 1861 e 2011                               |
|                                                                                   |
| Fonte: Istituto Nazionale di Statistica (ISTAT) - Elaboração gráfica da Wikipedia |

## Imagens

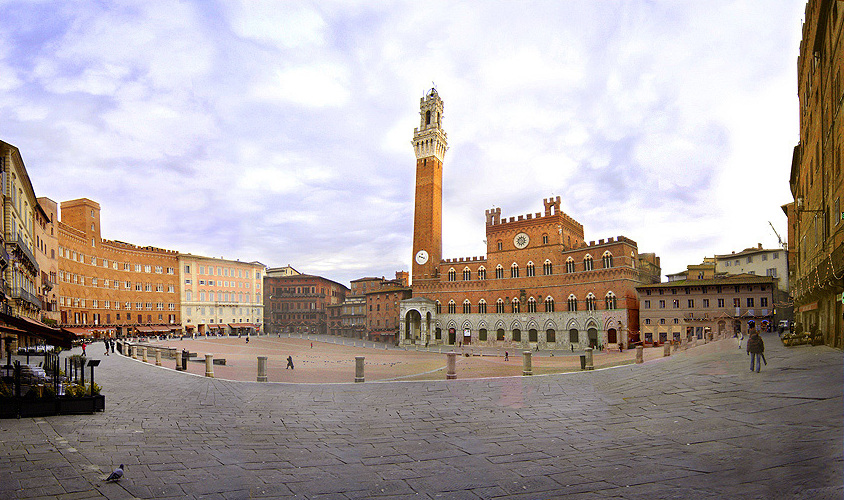
Piazza del Campo
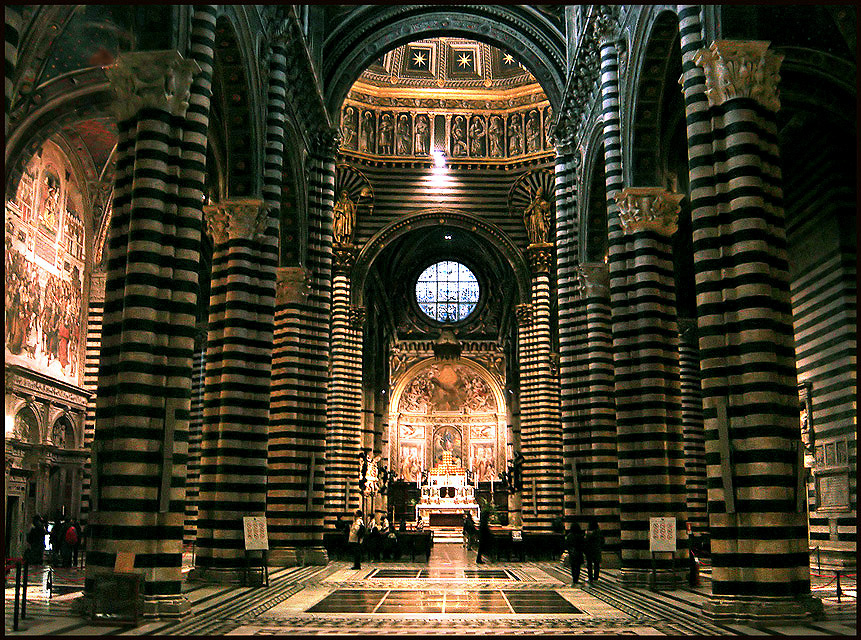
Interior da Catedral de Siena
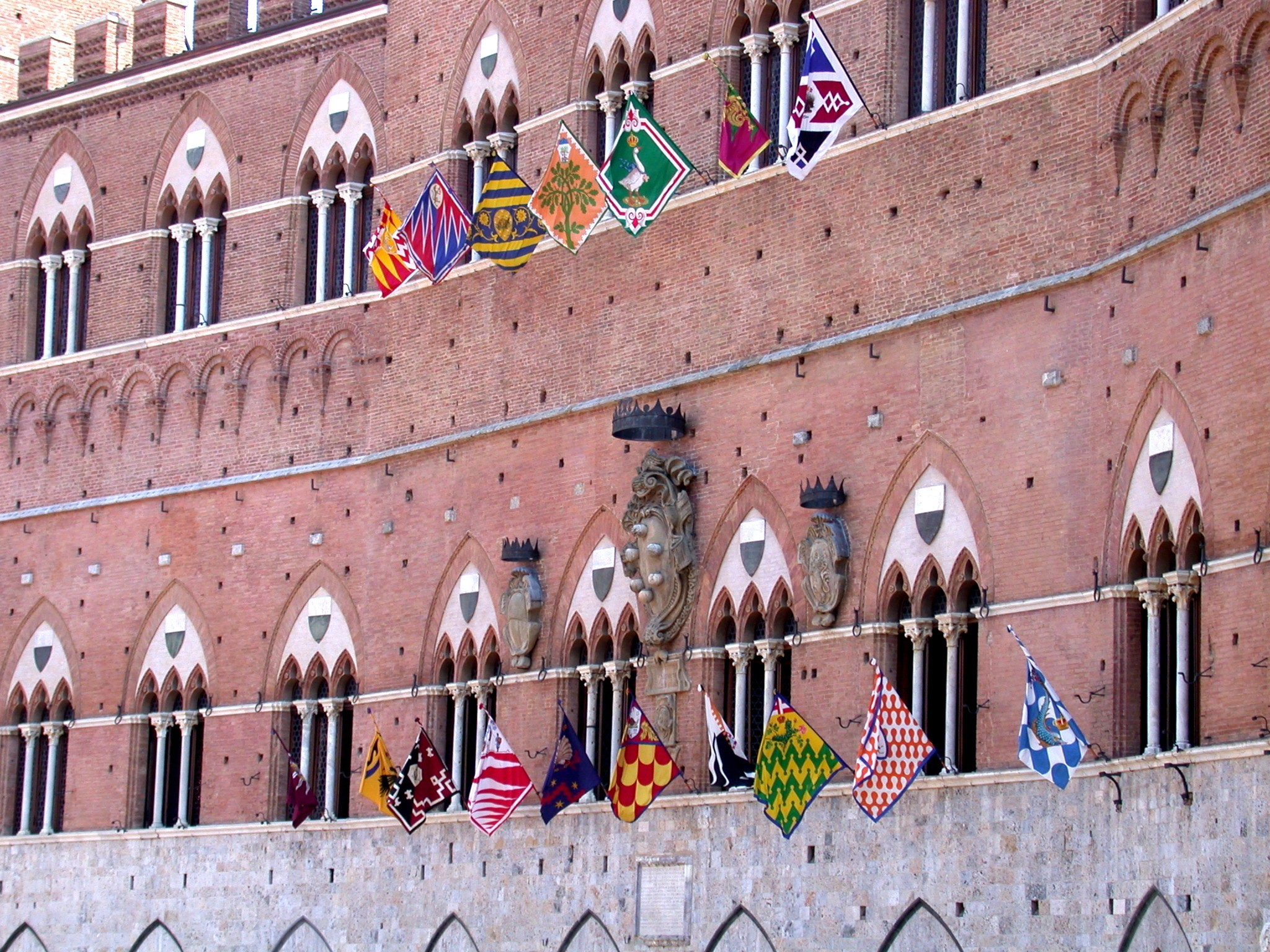
Palácio Comunal
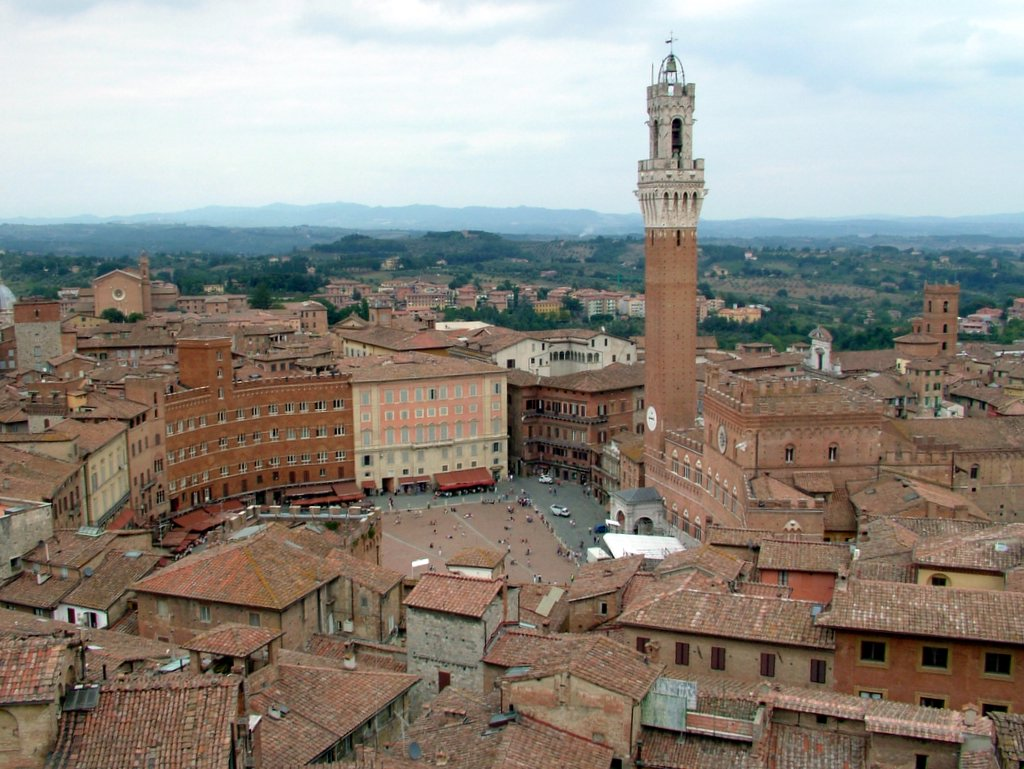
Centro Histórico
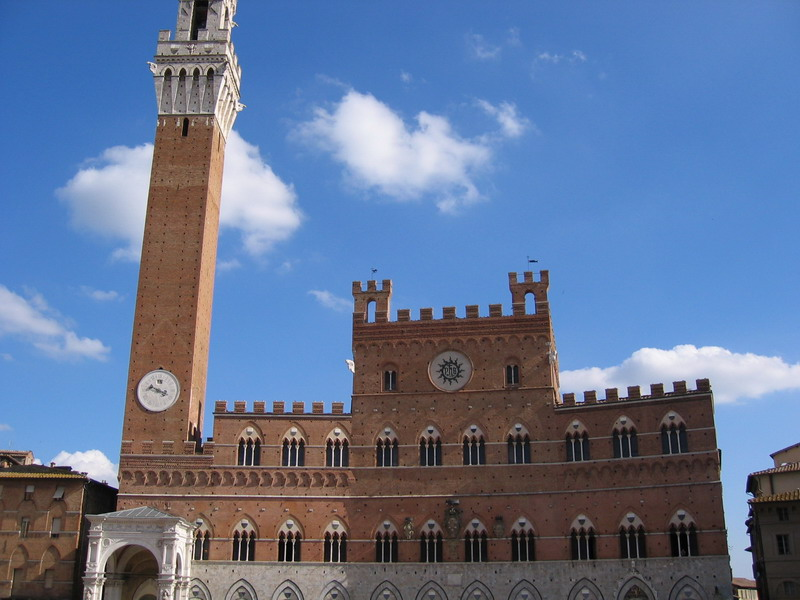
Palácio Público
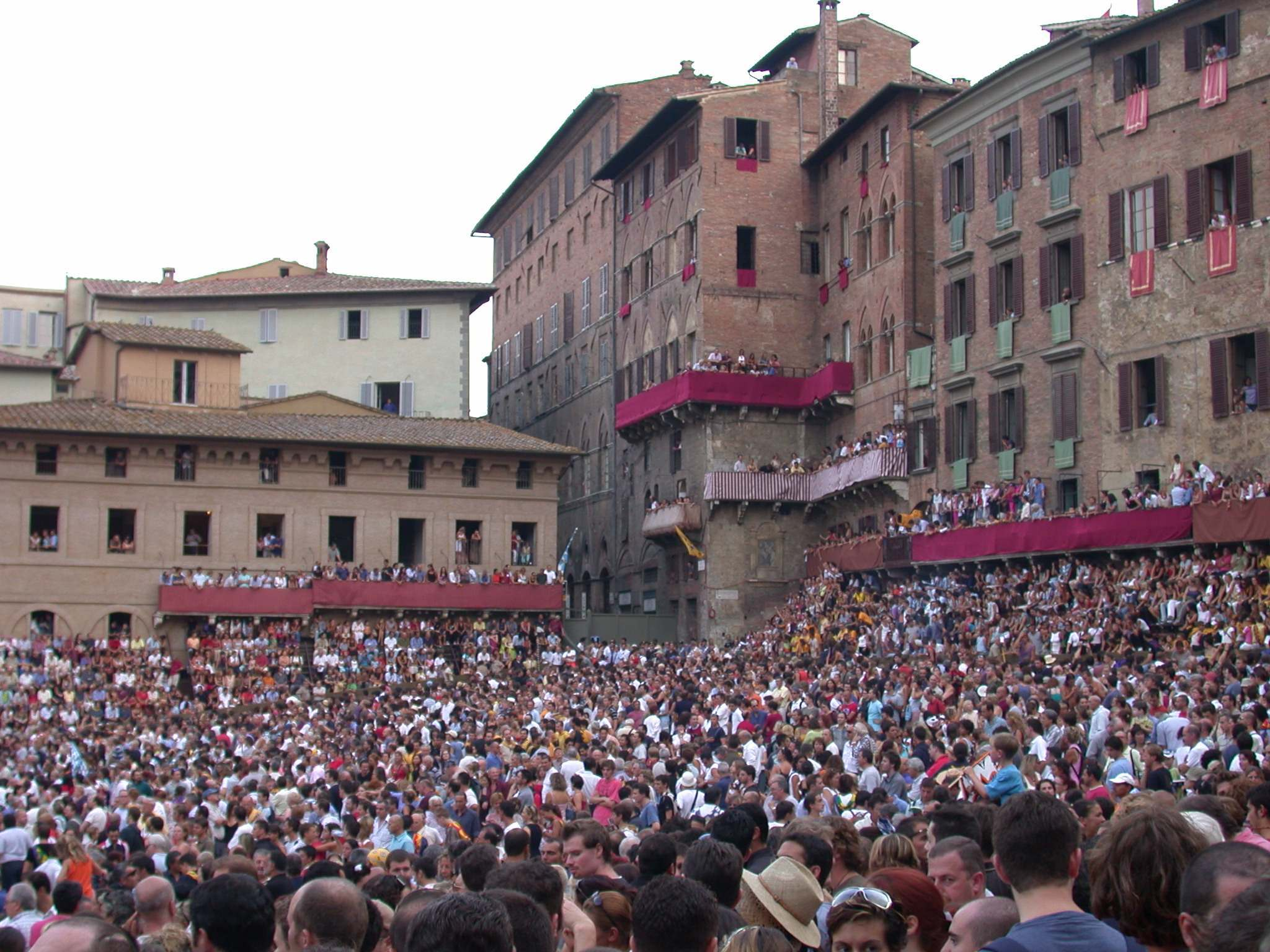
Praça durante o Pálio
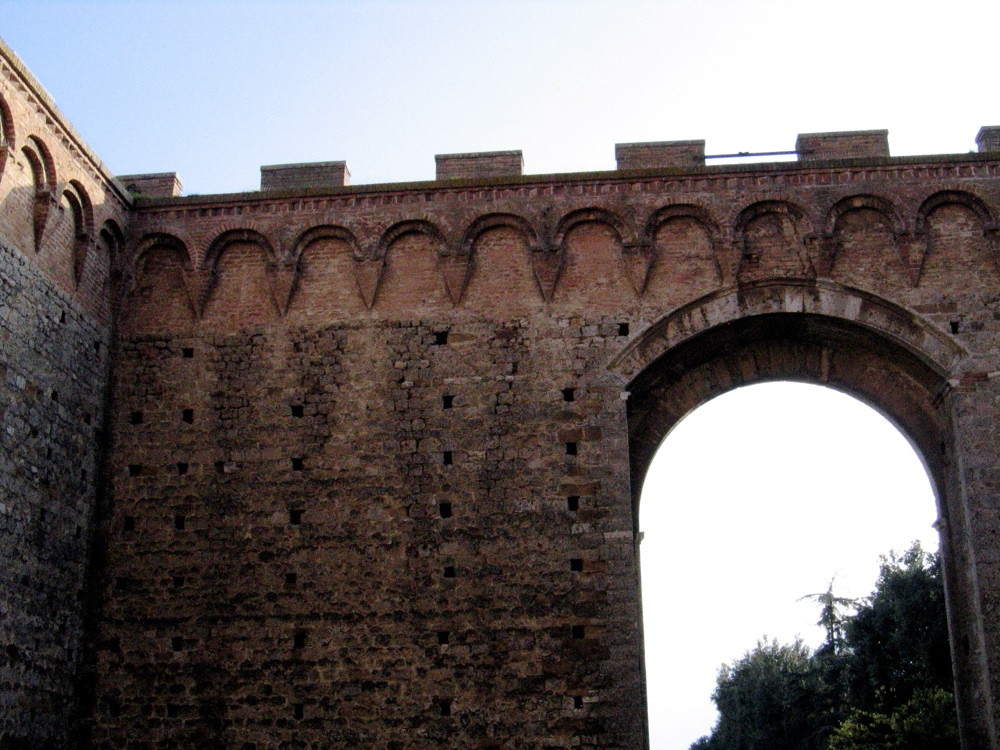
Parte dos antigos muros
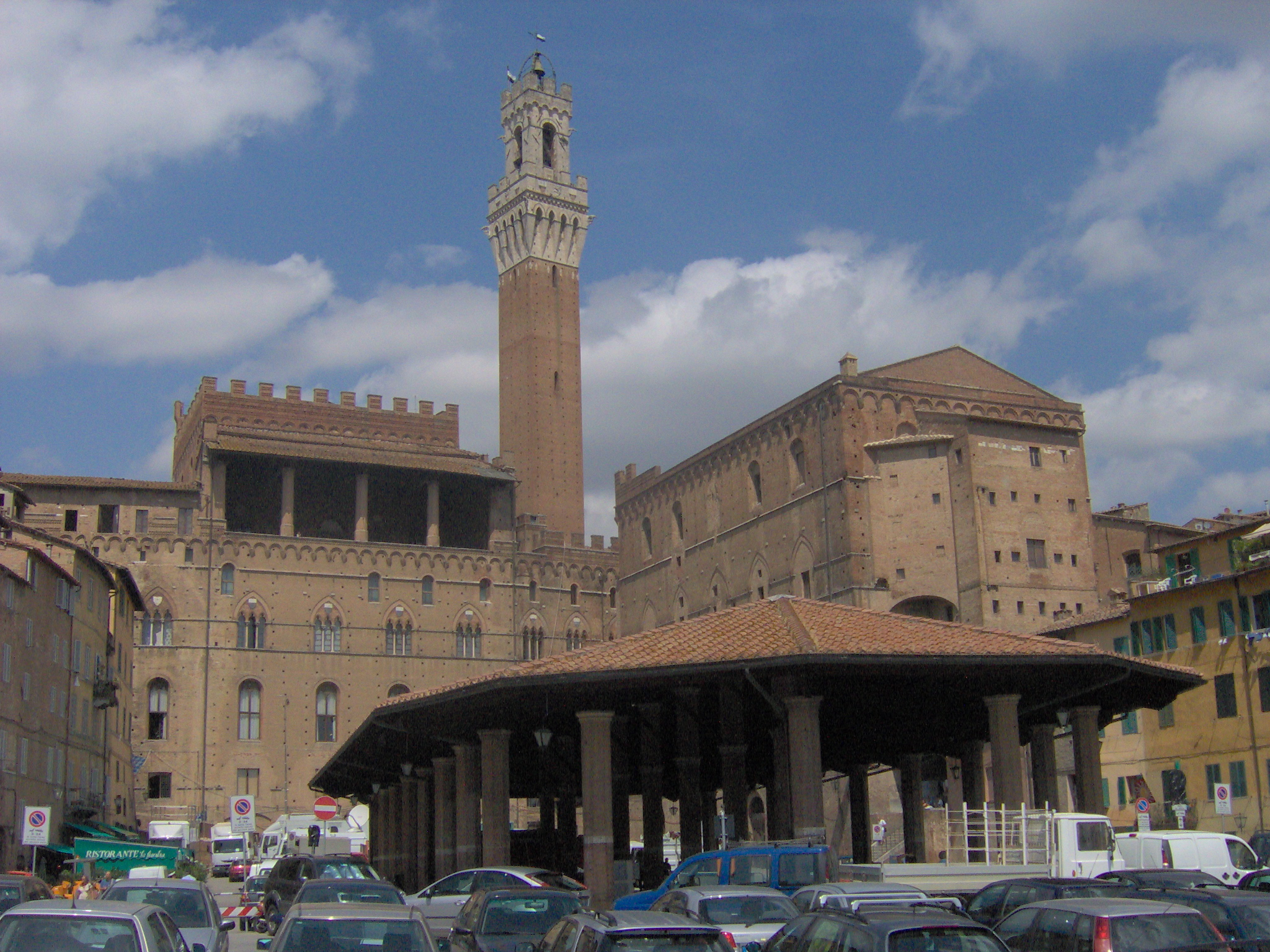
Praça do mercado
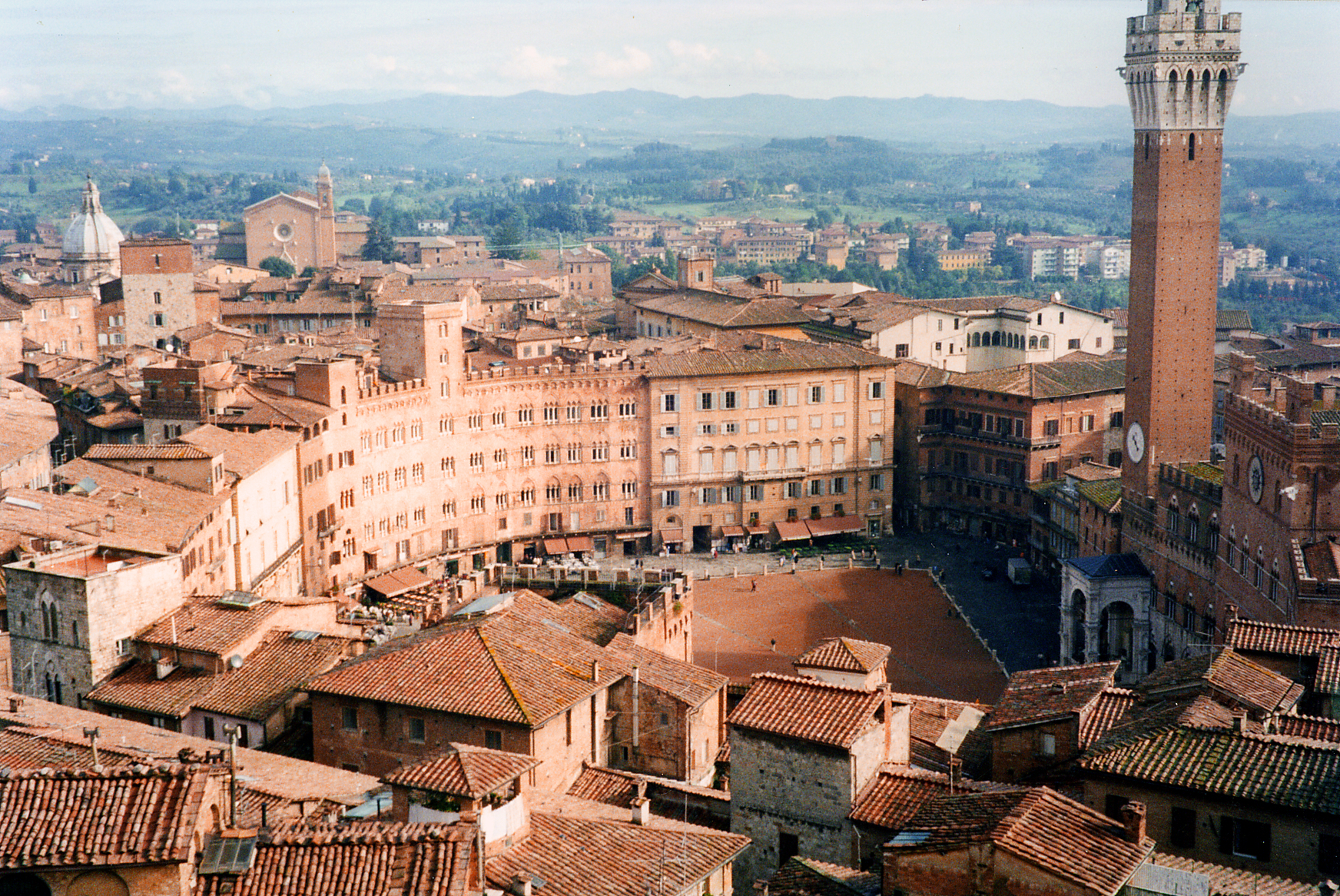
Centro histórico
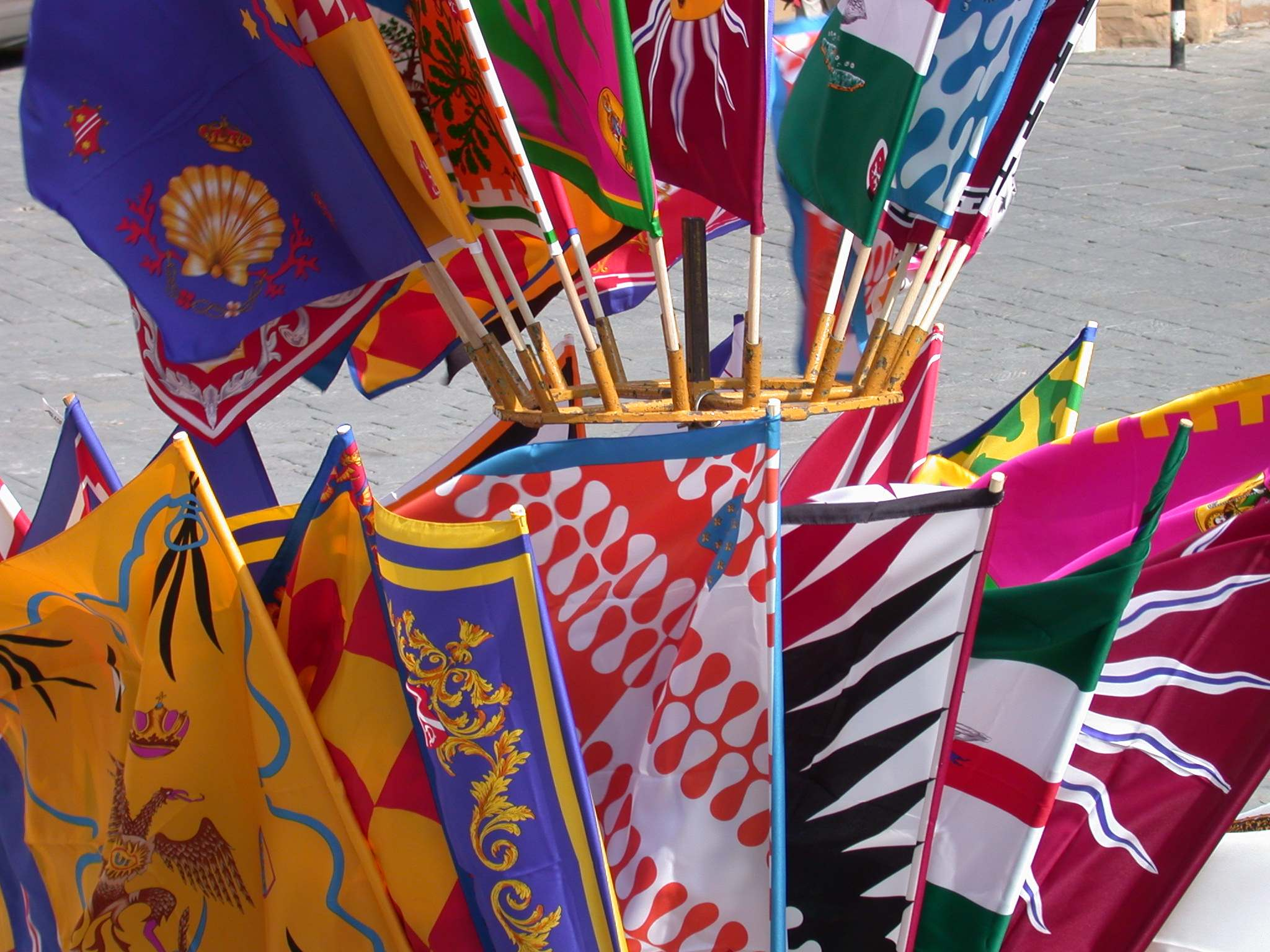
Bandeiras do siena
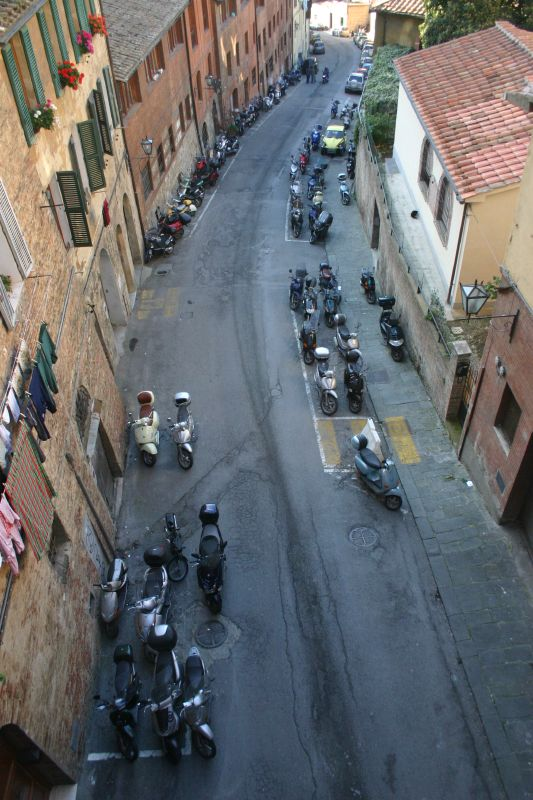
Rua do centro histórico